# Leon Weintraub

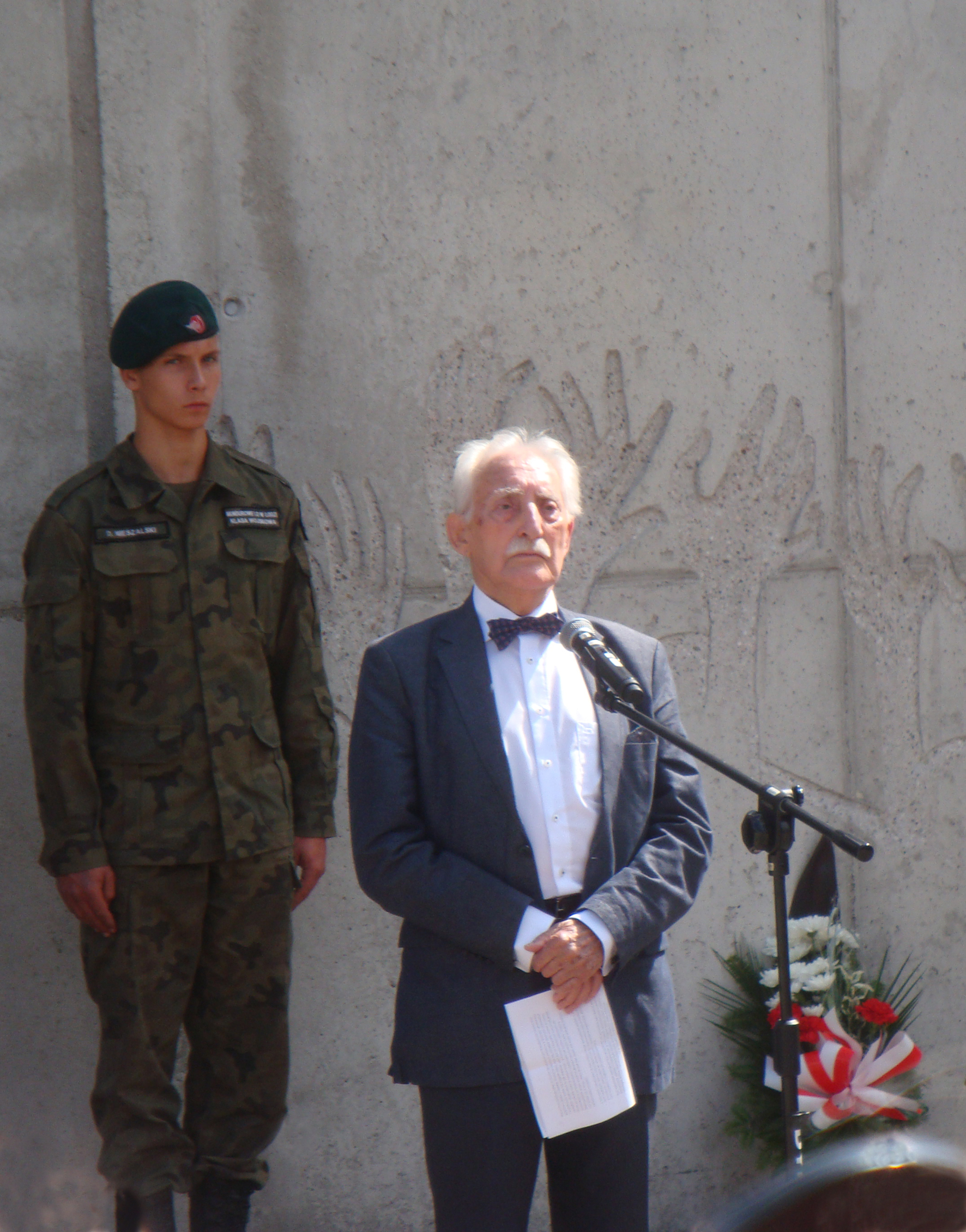
Weintraub op de 73ste Holocaustherdenking in Łódź

Leon Weintraub (Łódź, 1 januari 1926) is een in Polen geboren Zweeds arts. Weintraub heeft de Holocaust in Polen overleefd en geeft tegenwoordig vooral lezingen over de Holocaust.

## Levensloop

### Jeugd
Weintraub werd als het vijfde kind van een Joods gezin uit Łódź geboren. Als peuter verloor hij in 1927 zijn vader. Zijn alleenstaande moeder bracht Weintraub, samen met zijn vier zussen, onder armoedige omstandigheden groot. 

### Tweede Wereldoorlog
Op 13-jarige leeftijd maakte Weintraub de Duitse invasie in Polen mee. In 1940 werd hij met zijn moeder en zussen gedeporteerd naar het getto van Litzmannstadt. In het getto werkte hij op de galvanisatie-afdeling van een fabriek die voor het Duitse Rijk produceerde. Na de Slag om Stalingrad begonnen de Duitsers in februari 1943 met de liquidaties en de deportaties van het getto. De familie Weintraub dook aanvankelijk onder, maar werd in augustus 1944 opgepakt en naar Auschwitz-Birkenau gedeporteerd. Leon werd voor de gaskamer geselecteerd, maar ontsnapte bij toeval door onopgemerkt mee te gaan met een gevangenenvervoer.
Zo belandde hij in Groß-Rosen, waar hij elektrische werkzaamheden uitvoerde. In februari 1945 werd hij overgebracht naar Flossenbürg en in maart naar Natzweiler-Struthof. Toen het Franse leger naderde, werden de SS'ers gedwongen de gevangenen verder landinwaarts te vervoeren. Op de reis naar de Bodensee wisten Weintraub en andere gevangenen te ontsnappen, nadat een trein in de buurt van het dorp Hintschingen door een jachtbommenwerper was beschoten. Na 's nachts kilometers gelopen te hebben, kwamen de gevluchte gevangenen op 23 april 1945 aan in Donaueschingen, dat twee dagen eerder door de Fransen was bezet. Weintraub woog destijds slechts 35 kilogram en leed aan tyfus. Van zijn directe familieleden hebben drie van zijn oudere zussen het concentratiekamp Bergen-Belsen overleefd, met wie hij in september 1945 herenigde.

### Na de oorlog
Weintraub begon in 1946 medicijnen te studeren in Göttingen, waar hij ook trouwde met zijn Duitse vrouw Katja Hof. Het echtpaar kreeg in 1948 een zoon. Vanaf 1950 werkte hij in een vrouwenkliniek in Warschau. Hij behaalde in 1966 het doctoraat. Als gevolg van het toenemende antisemitisme in Polen, verloor hij in 1969 zijn positie als senior arts in de gynaecologische kliniek in Otwock. In hetzelfde jaar emigreerde hij met zijn gezin naar Zweden. Zijn vrouw Katja Weintraub, een slavist die werken van Janusz Korczak vertaalde van het Pools naar het Duits, stierf in 1970 onverwachts in Stockholm. In 1976 hertrouwde hij met Evamaria Loose. Als eigentijdse getuige van de Holocaust geeft Weintraub lezingen in Duitsland en Polen. In 2004 ontving hij de Orde van Verdienste van de Bondsrepubliek Duitsland.
- Gemeinsame Normdatei: 124508481X
- International Standard Name Identifier: 0000 0000 2760 8690
- Nationale Bibliotheek van Israël: 987012094844005171
- Virtual International Authority File: 2356156012431249700004